# Clásica de Loire-Atlantique
La Clásica de Loire-Atlantique es una prueba ciclista de un día francesa que se disputa en el departamento de Loire-Atlantique.
Se creó en 2000 como carrera amateur hasta que en 2003 y 2004 fue de categoría 1.5 (última categoría del profesionalismo). Con la creación de los Circuitos Continentales UCI en 2005 pasó a formar parte del UCI Europe Tour, dentro de la categoría 1.2 (igualmente última categoría del profesionalismo) pero en 2011 subió a categoría 1.1.
Ha tenido distintos recorridos, así hasta la edición de 2005 se desarrolló alrededor de Basse-Goulaine para pasar, en 2006 y 2007, a disputarse sobre un recorrido de 182,5 km entre Basse-Goulaine y La Haie-Fouassière. Desde 2008, la prueba en línea se reemplazó por un circuito alrededor de La Haie-Fouassière.

## Palmarés
| Año                       | Ganador               | Segundo                 | Tercero            |           |
| ------------------------- | --------------------- | ----------------------- | ------------------ | --------- |
| (ediciones amateur)       |                       |                         |                    |           |
| 2000                      | Frédéric Delalande    | Emmanuel Mallet         | Gilles Canouet     |           |
| 2001                      | Nicolas L'Hôte        | Erki Pütsep             | Jonathan Dayus     |           |
| 2002                      | Rune Jogert           | Ludovic Rousselot       | Lloyd Mondory      |           |
| (ediciones profesionales) |                       |                         |                    |           |
| 2003                      | Thomas Voeckler       | Anthony Charteau        | Sébastien Hinault  |           |
| 2004                      | Erki Pütsep           | Denis Robin             | Franck Pencolé     |           |
| 2005                      | José Alberto Martínez | Alberto Benito Guerrero | Alexandr Usov      |           |
| 2006                      | Serguéi Kolésnikov    | Noan Lelarge            | Mathieu Drujon     |           |
| 2007                      | Nicolas Jalabert      | Yuri Trofímov           | Piotr Zieliński    |           |
| 2008                      | Mikel Gaztañaga       | Jimmy Casper            | Frédéric Finot     |           |
| 2009                      | Cyril Bessy           | Michael Reihs           | David Le Lay       |           |
| 2010                      | Laurent Mangel        | Renaud Dion             | Pierrick Fédrigo   |           |
| 2011                      | Lieuwe Westra         | Bert Scheirlinckx       | Yohan Cauquil      |           |
| 2012                      | Florian Vachon        | Mirko Selvaggi          | Sébastien Delfosse |           |
| 2013                      | Edwig Cammaerts       | Yauheni Hutarovich      | Laurent Pichon     |           |
| 2014                      | Alexis Gougeard       | Kenneth Vanbilsen       | Wesley Kreder      |           |
| 2015                      | Alexis Gougeard       | Marco Marcato           | Anthony Delaplace  |           |
| 2016                      | Anthony Turgis        | Loic Chetout            | Kévin Ledanois     |           |
| 2017                      | Laurent Pichon        | Thomas Boudat           | Hugo Hofstetter    |           |
| 2018                      | Rasmus Quaade         | Daniel Hoelgaard        | Armindo Fonseca    |           |
| 2019                      | Rudy Barbier          | Marc Sarreau            | Rory Townsend      |           |
| 2020                      | cancelada             | cancelada               | cancelada          | cancelada |
| 2021                      | Alan Riou             | Valentin Madouas        | Dorian Godon       |           |
| 2022                      | Anthony Perez         | Lewis Askey             | Matis Louvel       |           |
| 2023                      | Axel Zingle           | Laurence Pithie         | Maikel Zijlaard    |           |
| 2024                      | Paul Lapeira          | Tom Van Asbroeck        | Emmanuel Morin     |           |
| 2025                      | cancelada             | cancelada               | cancelada          | cancelada |

## Palmarés por países
| País         | Victorias |
| ------------ | --------- |
| Francia      | 16        |
| España       | 2         |
| Bélgica      | 1         |
| Noruega      | 1         |
| Estonia      | 1         |
| Rusia        | 1         |
| Países Bajos | 1         |
| Dinamarca    | 1         |